# Tata Steel
Tata Steel Group — индийская сталелитейная компания, десятая крупнейшая в мире по объёму произведённой стали. Помимо производства стали компания также осуществляет добычу сырья (железной руды и угля). Основные производственные мощности находятся в Индии, Великобритании и Нидерландах. Компания входит в Tata Group.

## История
Начало истории Tata Steel связано с именем Джамшеджи Тата, возглавлявшем семейную компанию по производству и импорту хлопка с 1868 по 1904 год. По его мнению, для обретения Индией экономической самостоятельности от Великобритании необходимо было наладить собственное производство стали, электроэнергии, а также техническое образование. Для достижения первой цели с середины 1880-х годов начались поиски перспективных месторождений угля и железной руды на северо-востоке страны. В 1907 году с помощью американских специалистов во главе с Джулианом Кеннеди было найдено богатое месторождение в джунглях в провинции Бихар, для разработки которого была создана Tata Iron and Steel Company (TISCO). Джамшеджи Тата умер в 1904 году, но его дело продолжили его сыновья Дорабджи и Ратанджи. Расчистка территории, начало разработки месторождения и строительство металлургического комбината требовали больших инвестиций, братья выпустили акции на 23,2 млн рупий, которые были раскуплены 8 тысячами индийских инвесторов. Тата оставили за собой 11 процентов акций. В 1911 году домна в Сачи начала работу, в следующем году на предприятиях TISCO был введён 8-часовой рабочий день (в то время в Великобритании и США 12-часовой рабочий день был нормой). К 1916 году производство стали достигло номинальной производительности, а к концу 1930-х годов компания стала крупнейшим производителем стали в Британской империи. Во время Второй мировой войны компания выпускала бронированные машины, известные как Татанагары, которые широко применялись британской армией на севере Африки.
В начале 1950-х годов компания начала реализацию проекта модернизации, в результате которого к 1958 году производство стали достигло 2 млн тонн. TISCO удалось избежать национализации в 1970-х годах, однако на её деятельность были наложены ограничения, в частности размер дивидендов был ограничен 12 %, чтобы стимулировать инвестиции в модернизацию производства. На конец 1970-х годов Tata Steel оставалась крупнейшим негосударственным производителем стали страны, на неё приходилось 0,4 % ВНП Индии (на всю группу Тата — 1,8 %).
Большую часть своей истории TISCO, как и вся группа Тата, была известна своим заботливым отношение к рабочим, благодаря чему её предприятия ни дня не простаивали из-за забастовок, однако в конце XX века руководство компании стало больше фокусироваться на прибыли, в частности начались сокращения персонала TISCO с 79 тысяч в 1993 году до 49 тысяч в 2001 году. Параллельно компания расширяла географию деятельности, в 1990 году была создана дочерняя компания в США (Tata Inc.), в следующем году — филиалы в Сингапуре и Дубае. В 1995 году было начато строительство нового комбината на 10 млн тонн стали в год. В 1996 году была основана компания Tata Ryerson, совместное предприятие TISCO и Inland International. 
В 2004 году за $486 млн была куплена сингапурская компания NatSteel, а в следующем году — таиландская Millennium Steel (за $130 млн). Также в 2005 году название TISCO было изменено на Tata Steel. 
В 2007 году прошло второе крупнейшее слияние в истории сталелитейной отрасли, Tata Steel с англо-нидерландской Corus (крупнейшим было образование в 2006 году ArcelorMittal); сумма сделки Tata Steel с Corus составила £6,7 млрд. 
В 2007 году были куплены два завода по производству стального листа во Вьетнаме. В 2012 году Ратан Тата, возглавлявший компанию (и всю группу Тата) с 1991 года, ушёл в отставку, его на посту председателя сменил Сайрус Мистри. 4 года его правления были отмечены серьёзными проблемами в Tata Steel Europe (бывшем Corus): в 2012 году это подразделение показало £1,2 млрд убытков, было продано или закрыто несколько предприятий в Уэльсе, в 2016 году был обнаружен дефицит пенсионного фонда в £700 млн.
В сентябре 2017 года Tata Steel и ThyssenKrupp договорились о слиянии своих европейских сталелитейных подразделений. Однако в 2019 году Европейская комиссия заблокировала эту сделку так как сочла, что такое слияние снизило бы конкуренцию и повысило бы цены на различные виды стали.

## Деятельность
Производство стали в 2017—18 финансовом году составило 25,27 млн тонн, из них 12,15 млн тонн было произведено в Индии, 9,99 млн тонн — в Европе (Великобритания и Нидерланды). Из 1,33 трлн рупий выручки 1,2 трлн принесло производство стали, другие направления деятельности включают производство ферросплавов, электро- и водоснабжение, медицинские услуги.
Подразделения сформированы по географическому принципу:
- Tata Steel India — оборот в 2017—18 финансовом году составил 534 млрд рупий, активы — 1,18 трлн рупий;
- другая деятельность в Индии — оборот составил 79 млрд рупий, активы — 73 млрд рупий;
- Tata Steel Europe — оборот составил 598 млрд рупий, активы — 691 млрд рупий;
- деятельность в Юго-Восточной Азии — оборот составил 91 млрд рупий, активы — 54 млрд рупий;
- другие торговые операции — оборот составил 21 млрд рупий, активы — 583 млрд рупий.

В списке крупнейших публичных компаний мира Forbes Global 2000 за 2018 год Tata Steel заняла 1007-е место.

## Акционеры
- Reliance Capital Trustee Co. Ltd. 10,08 %;
- Hdfc Trustee Company Limited 3,25 %;
- ICICI Prudential Mutual Fund 2,51 %;
- Kotak Asset Management Limited 1,29 %;
- DSP Blackrock Mutual Fund 1,24 %;
- The New India Assurance Company Limited 1,00 %;
- Government Pension Fund Global 0,93 %;
- Aditya Birla Sun Life Trustee Private Limited 0,90 %;
- Government of Singapore 0,81 %;
- SBI Mutual Fund 0,73 %[1].